# Циунелис, Матвей Егорович
Матвей Егорович Циунелис (24 февраля 1873 — после 1917) — литовский крестьянин, депутат Государственной думы III и  IV созывов от Виленской губернии.

## Биография
Литовец. Крестьянин Свенцянского уезда Виленской губернии. Выпускник трёхклассного городского училища в Свянцанах. Участник проведения Всеобщей переписи населения 1897 года. Занимался земледелием на 30 десятинах собственной и 20 десятинах надельной  земли. К 1913 году площадь собственной земли увеличилась на 10 десятин.  Во время выборов в Государственную Думу (с 1907 по 1912) оставался беспартийным.
18 октября 1907 избран в Государственную думу III созыва от съезда уполномоченных от волостей Виленской губернии. Вошёл в состав Группы Западных окраин. Состоял членом думской комиссии о мерах борьбы с пьянством и комиссии по переселенческому делу.
20 октября 1912 избран в Государственную думу IV созыва от съезда уполномоченных от волостей. Снова вошёл в состав Группы Западных окраин.  Состоял членом думской  продовольственной комиссии, комиссии о мерах борьбы с пьянством и комиссии по переселенческому делу.
В 1916 стал кандидатом в почётные судьи Свенцянского уезда. В течение деятельности в Думе, по крайней мере до 1913 года, оставался холостым.
Детали дальнейшей судьбы и дата смерти неизвестны.

## Награды
- 1912 — портрет с изображением императора Николая II.

### Архивы
- Российский государственный исторический архив. Фонд 1278. Опись 9. Дело 854, 855; Дело 1348. Лист 31; Опись 10. Дело 7.